# Trinidad Morgades Besari

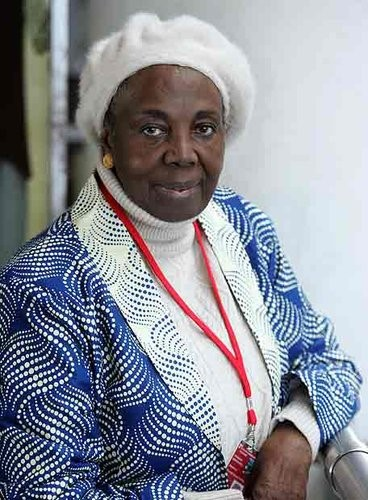
Trinidad Morgades Besari.

Trinidad Morgades Besari (zm. 10 października 2019 w Santa Isabel) – pisarka, językoznawczyni i dyplomatka z Gwinei Równikowej.
Nie ma pełnej jasności co do daty jej narodzin. Część źródeł podaje datę 21 kwietnia 1931, inne mówią o dacie o trzy dni późniejszej. Urodziła się w Santa Isabel (dzisiejsze Malabo) w okresie hiszpańskich rządów kolonialnych. Jako dziecko wraz z rodziną przeniosła się do metropolii, tam też odebrała podstawową edukację. Uzyskała magisterium z zakresu filozofii i literatury na Uniwersytecie Barcelońskim (1958), stając się tym samym pierwszą kobietą w historii Gwinei z dyplomem uniwersyteckim. Zawodowo związana z rozlicznymi placówkami edukacyjnymi, tak w ojczystym kraju jak i w Hiszpanii. Była zastępcą rektora Universidad Nacional de Guinea Ecuatorial (UNGE), przewodniczącą Asociación de la Prensa de Guinea Ecuatorial (ASOPGE), przez pewien okres pracowała też w dyplomacji. Pełniła funkcję sekretarza generalnego Rady Badań Naukowych (Consejo de Investigaciones Científicas, CICTE).
Uznawana za specjalistkę w zakresie rodzimego wariantu języka hiszpańskiego i niektórych gwinejskich języków autochtonicznych, opracowała słownik hiszpański-fang (Diccionario Español-Fang, 2014) oraz Introducción al pidgin de Guinea Ecuatorial (2017). Od 2009 była członkiem korespondentem Królewskiej Akademii Hiszpańskiej, była współzałożycielką i od 2015 zasiadała w krajowej akademii języka hiszpańskiego (Academia Ecuatoguineana de la Lengua Española, AEGLE). Najbardziej znaczącą pozycją w jej dorobku literackim jest Antigona (1991). Dramat ten, nawiązujący do tragedii Sofoklesa o tym samym tytule, uznawany jest za jedną z najważniejszych gwinejskich sztuk teatralnych. 
Trinidad Morgades Besari zmarła po długiej chorobie w swoim domu w Malabo.